# León Estipes
León Estipes o Estipiota (en griego: Λέων Στυππής; fallecido en enero de 1143), fue el patriarca de Constantinopla desde mayo de 1134 hasta enero de 1143.
El patriarca León Estipes es conocido por las penitencias severas infligidas a petición de los laicos cualificados culpables de prácticas mágicas. En 1140, presidió un sínodo que condenaba como herejías bogomilas los escritos dejados por un teólogo laico recientemente fallecido, Constantino Crisomalo. Falleció tres meses antes que el emperador Juan II Comneno. 